# IC 1304
IC 1304 је ознака објекта на координатама са ректансцензијом 19h 35m 36,0s и деклинацијом + 41° 6" 0'. Открио га је Томас Хенри Еспинел Комптон Еспин, 6. октобра 1893. Каснијим посматрањима на том положају није уочен никакав астрономски објекат.